# Åsa Brolin
Åsa Brolin, född 10 april 1941 i Eskilstuna, är en svensk skådespelare.

## Filmografi
- 1964 – Bandet (TV-serie)
- 1966 – Hemsöborna (TV-serie)

### Fotnoter
1. ↑  ”Åsa Brolin”. IMDb.com. http://www.imdb.com/name/nm0111265/. Läst 7 november 2012.